# Правицкий, Яков Петрович
Яков Петрович Правицкий (рус. дореф. Яковъ Петровичъ Правицкій, 1741 или 1742 год, Николаевская церковь в селе Жироха, Харьковская губерния, Российская империя — до 1796 года) — потомственный православный священник. Близкий друг Михаила Коваленского, ученик и переписчик трудов Григория Сковороды. 
Первый владелец имения Бабаи, в котором были написаны «Басни Харьковские» Сковороды, посвящённые станционному смотрителю города Острогожска Афанасию Фёдоровичу Панкову. Настоятель Архангело-Михайловской церкви в Бабаях (заложена в 1782 году, возведена по проекту Иоганна Виганда, разрушена большевиками в XX веке).

## Жизнь
Яков Правицкий родился в Николаевской церкви под Харьковом в семье священника Петра Правицкого, поступил в Харьковский коллегиум, в котором с 1762 по 1764 год слушал лекции Григория Сковороды. Наряду с другими учениками, Правицкий принимал участие в философских спорах Сковороды. В диалогах Сковороды часто фигурирует некий «Яков», с которым «Григорий» проводит беседы. Возможно, что «Яков» из диалогов Сковороды и есть Правицкий. Не исключено, однако, что под литературным «Яковом» Сковороды скрывается Яков Иванович Долганский — художник из Воронежской губернии, или Яков Михайлович Донец-Захаржевский — предводитель харьковского дворянства. Из переписки Сковороды с Михаилом Коваленским известна следующая характеристика Якова Правицкого, данная малороссийским философом: «мне кажется, я убедился, что Яков Правицкий, — юноша хороший, не завистливый, простой, очень жадный к истинной науке, доволен своими способностями, от природы по-настоящему порядочный, мягкий, человечный. Это те качества, которые побуждали меня полюбить его».
Известно, что по приглашению Правицкого в 1774 году, Сковорода прибыл в его имение Бабаи, в котором впоследствии проводил много времени. Юрий Лощиц так пишет об этом: «В Бабаях вскоре по приезде Григория Саввича образуется кружок собеседников. Здесь преимущественно представители местной поповки − приятели отца Якова Правицкого из соседних приходов. Их потом Сковорода будет неизменно приветствовать в письмах к Якову, прося передать поклоны. Возможно, в кружок собеседников входил и бабаевский помещик, коллежский советник и губернский прокурор Харьковского наместничества Пётр Андреевич Щербинин, которого, впрочем, Сковорода мог узнать ещё раньше, когда проживал временно в его, Щербинина, владении − селе Должик. С этим Щербининым, родственником харьковского губернатора, связи у Григория Саввича не обрывались и в течение следующего десятилетия. Когда в 1785 году довелось Щербинину по службе быть в Петербурге, Коваленский посылал через него письмо и подарки своему учителю»: «Да возвеселятся Бабаи со всеми отраслеми, селами!» - писал Правицкому Сковорода. Сковорода состоял в переписке с Правицким вплоть до 1792 года.